# Římskokatolická farnost Dolní Cerekev
Římskokatolická farnost Dolní Cerekev je územní společenství římských katolíků s farním kostelem svaté Maří Magdalény v děkanství jihlavském brněnské diecéze.

## Historie farnosti
Původní dřevěný kostel byl postaven roku 1224. Po vyhoření byl postaven kamenný se hřbitovem okolo. Tento hřbitov byl zrušen roku 1500. V roce 1723 byl kostel téměř kompletně přestavěn. Od té doby několikrát vyhořel a prodělal množství oprav. Poslední větší oprava proběhla v roce 2000, kdy byly vyměněny trámy napadené dřevomorkou domácí, nově vymalován interiér a byl zde umístěn také nový oltář.
Farnost byla k 1. lednu 2013 převedena z českobudějovické do brněnské diecéze a tím též z české do moravské církevní provincie. Většina území farnosti se nicméně nachází v Čechách.

## Duchovní správci
Administrátorem excurrendo byl od ledna 2013 R. D. Roman Strossa, kterého 1. srpna 2021 nahradil R. D. Mgr. Stanislav Váša z Batelova.

## Bohoslužby
| Kostel               | Místo         | Bohoslužba (den) | Hodina                                    | Poznámka        |
| -------------------- | ------------- | ---------------- | ----------------------------------------- | --------------- |
| svaté Maří Magdalény | Dolní Cerekev | neděle čtvrtek   | 10.00 17.00 (zimní čas)/18.00 (letní čas) | farní kostel    |
| svatého Václava      | Rohozná       | sobota           | 16.00 (zima), 17.00 (léto)                | filiální kostel |

## Aktivity ve farnosti
Každoročně se ve farnosti koná tříkrálová sbírka. V roce 2015 se při ní vybralo 26 619 korun. Výtěžek sbírky v roce 2017 činil v Dolní Cerekvi 26 427 korun.